# Pápaszemes medve
Az pápaszemes medve - egyéb nevein andoki medve, andesi medve - (Tremarctos ornatus) az emlősök (Mammalia) osztályának ragadozók (Carnivora) rendjébe, ezen belül a medvefélék (Ursidae) családjába tartozó faj.
A Tremarctos emlősnem egyetlen faja.

## Előfordulása
A pápaszemes medve az egyetlen Dél-Amerikában őshonos medveféle. Az Andokban, 4200 méteres magasságig terjedő hegyvidéki élőhelyeken fordul elő. Elterjedési területe Venezuelától Bolíviáig és Chiléig húzódik.
Magyarországon csak a Nyíregyházi Állatparkban tartanak andoki medvéket.

## Megjelenése

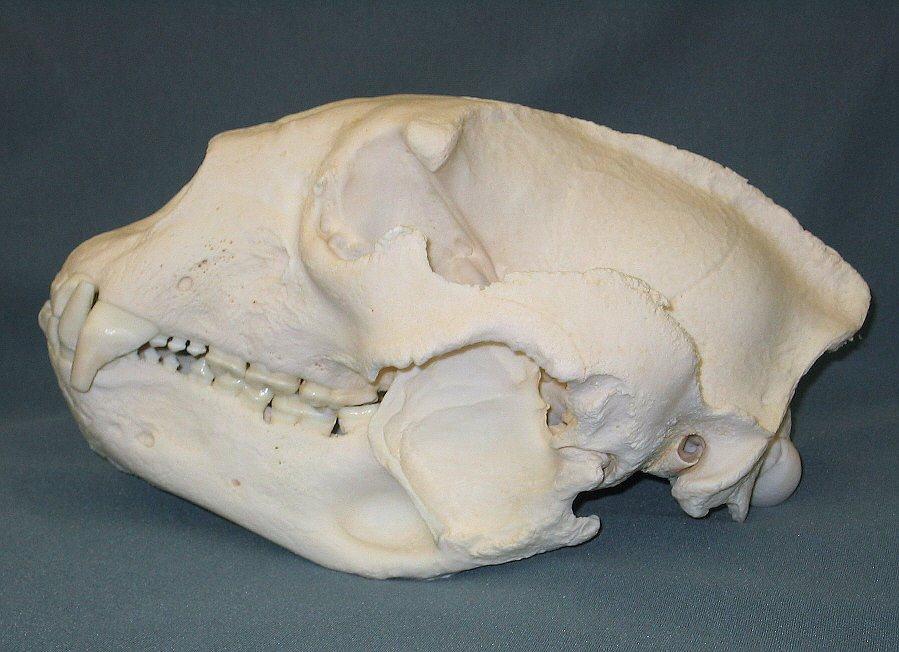
A koponyája

Az állat fej-testhossza 120-200 centiméter, farokhossza körülbelül 7 centiméter és marmagassága 70-90 centiméter. A két ivar testtömege és nagysága jelentősen eltér egymástól, a hím testtömege 100-200 kilogramm és a nőstény testtömege 60-80 kilogramm. Bár a kecsesebb medvék közé tartozik, jellegzetesen zömök testfelépítésű. Végtagjai rövidek, erősek, farka rövid, feje meglehetősen nagy. Szeme és füle aprónak hat, látása és hallása ennek megfelelően fejletlenebb, mint kiváló szaglóérzéke. Szőrzete – a világosbarnától a fehérig terjedő színű arc- és mellrajzolatot kivéve – egységesen fekete vagy sötétbarna és sűrű. A szem és az orr környékén gyakran sötétebb szőrszín figyelhető meg. Ennek és a fehér „álarcnak” köszönhető az állat neve. Mancsa széles és lapos, rajta öt hosszú, ívelt karommal, amelyeket a medve fára mászáskor vagy táplálékkereséskor használ.

## Életmódja

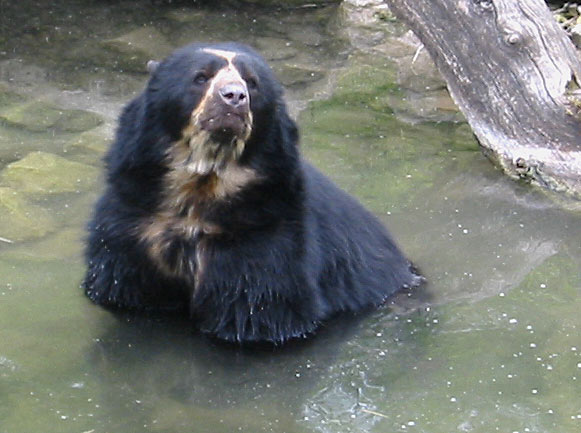
Pancsoló mackó

A medve kitűnő famászó; magányosan vagy családi kötelékben él. Tápláléka pálmafélék és kaktuszfélék termése és levele, gyümölcsök, mogyorófélék, rovarok, dögök és kisebb állatok. Mivel Dél-Amerika legnagyobb emlőseinek egyike, emiatt a felnőtt állatról eddig nem ismert, hogy áldozatul esne
valamilyen ragadozónak. A bocsok zsákmányai lehetnek a pumának, a jaguárnak és esetenként a felnőtt hím pápaszemes medvéknek.
Az andoki medve a fogságban 20-25 évig él.

## Szaporodása
Párzási szokásainak nagy része még nem ismert. A szaporodásai időszak április és június között történik. A hím és a nőstény 1-2 hétig marad együtt, ezalatt többször párosodnak.
Március és október között is láttak már szaporodás céljából létrejött párokat, vagyis abban az évszakban, amikor a gyümölcsök beérnek. Ez azt jelzi, hogy a fogságban élő fajtársakhoz hasonlóan a vadon élő egyedek is valószínűleg az év különböző időszakaiban szoktak párosodni. A pápaszemes medve évente egyszer ivarzik, és valószínűleg képesek az embrionális diapauzára. Ez magyarázatot adhat a fogságban tartott nőstények vemhességi idejének 160-255 napos változásait, valamint a vadon élő egyedeknél megfigyelt "szezonon kívüli" születéseket is. A bocsok általában több hónappal a gyümölcsszezon kezdete előtt jönnek világra, így elegendő időt ad nekik az anyatejről való elválasztásig, még mielőtt a gyümölcsök beérnek.
A vadonban egyszerre 1-4 bocs jön világra, de a fogságban átlagban 2. Csukott szemmel és 300 grammos testsúllyal születnek. Jellemzően az alom mérete pozitívan korrelál az anyaállat súlyával és a táplálékforrás bőségével és változatosságával. Mind a hím, mind a nőstény 4-6 éves korban éri el az ivarérettséget, legalábbis fogságban.

## Veszélyeztetettség
Az andoki medve a Természetvédelmi Világszövetség (IUCN) vörös listáján a sebezhető státuszú fajok közé tartozik. A lámatenyésztők mindmáig mérgezik e medvefajt, és az orvvadászok is szívesen vadásszák. A pápaszemes medvét már a klímaváltozás is fenyegeti, mert a melegedés miatt a tápláléka eltűnik, ezért egyre feljebb megy a hegyekben.